# Sofacompany
Sofacompany (formelt Sofaco Design ApS) er en dansk møbelkæde, der forhandler dansk designede sofaer og tilbehør, dels fra en webshop, dels fra seks fysiske butikker. Virksomheden har hovedsæde i Ringsted, beskæftiger 86 årsværk og omsætter for 600 millioner kroner netto (2023).
Sofacompany blev etableret i 2012 af Christian og Cathrine Rudolph og bar frem til 2019 navnet Sofakompagniet.  Navneskiftet blev begrundet med, at det danske navn ikke var internationalt egnet.
I 2017 overtog kapitalfonden Procuritas aktiemajoriteten i selskabet, der i 2019 blev overtaget af JYSK Holding. Salgsprisen blev ikke oplyst.
Foruden det danske selskab har Sofaco Design Aps datterselskaber i Holland, Belgien, Tyskland, Norge, Sverige, Schweiz og Vietnam. Alle selskaberne ejes 100%. Produktionen finder sted i Vietnam.